# John Silver (single)
John Silver werd geschreven in 1938 door componist Jimmy Dorsey en tekstschrijver Ray Krise. "Jimmy Dorsey and His Orchestra" brachten het uit op een 78single bij Decca in 1938.
Jimmy Dorsey and His Orchestra namen "John Silver" op in 1938, op 29 april, en brachten het uit bij Decca, (78, 3334A, Matrix # 63689), met Bob Eberly die de zangpartij voor zijn rekening nam. Het werd uitgegeven door Bregman, Vocco, and Conn, Inc., in New York. Jimmy Dorsey nam het lied ook op als V-Disc, (No. 117B). De instrumentale versie van deze foxtrot werd in een ander arrangement heruitgegeven als "Long John Silver" op een latere V-Disc (No. 409B) in april 1945 door "Jimmy Dorsey and His Orchestra". Het lied werd ook nog heruitgebracht als een 10" orange label Coral Records 78 single (#60296).
De single bereikte no. 13 in de Billboard Hot 100 in 1938, en bleef 2 weken in de lijst.
In 1944 werd het lied gebruikt voor de Metro-Goldwyn-Mayer film Lost in a Harem gespeeld door "Jimmy Dorsey and His Orchestra" in een arrangement van Sonny Burke met als hoofdrolspelers Bud Abbott and Lou Costello.